# Eublemma atristipata
Eublemma atristipata är en fjärilsart som beskrevs av George Francis Hampson 1926. Eublemma atristipata ingår i släktet Eublemma och familjen nattflyn. Inga underarter finns listade i Catalogue of Life.